# ザ・ガンマン
『ザ・ガンマン』（原題: The Gunman）は、2015年に公開されたアメリカ合衆国・イギリス・スペイン・フランスの合作によるサスペンス映画。
監督はピエール・モレル、出演はショーン・ペンとジャスミン・トリンカなど。1981年にジャン＝パトリック・マンシェットが発表した小説『眠りなき狙撃者』を原作としている。

## ストーリー
ジム・テリアは元特殊部隊兵士の暗殺者の五十男。退役後は大企業に雇われ、表向きではコンゴ民主共和国で治安維持部隊として活動しつつも、裏では企業利益のために汚い仕事を請け負っていた。ジムは現地の病院で働くアニーと恋に落ちた。コンゴは内戦で崩壊の危機に瀕していたが、鉱山経営を行う大企業がコンゴで利益を上げ続けていた。コンゴの鉱業大臣はその大企業がコンゴの企業に対し公正ではない契約を結ばせていると批判した。利益の減少を怖れた大企業はジム等に大臣暗殺を命じる。作戦は、極秘裏に進めなければならず、また暗殺成功後コンゴを離れる手筈だったため、別れを告げることも出来ずアニーの前から姿を消す事に。
それから8年後、ジムは慈善団体の職員としてコンゴにやって来た。現地に井戸を立てようと尽力していたジムだったが突然何者かに襲撃される。

## キャスト
※括弧内は日本語吹替
- ジム・テリア - ショーン・ペン（山路和弘）

元特殊部隊兵士の暗殺者。類まれなる身体能力を持つ。現在はコンゴ民主共和国で市民の安全を守る仕事に従事している。
- アニー - ジャスミン・トリンカ（藤貴子）

現地の病院で働く女性。フェリックスの妻。
- フェリックス - ハビエル・バルデム（黒澤剛史）

ジムの同僚。投資で財産を築いている。
- スタンリー - レイ・ウィンストン（野川雅史）

ジムの海兵隊時代の親友。
- コックス - マーク・ライランス（中博史）

ジムの仲間。多国籍企業となった軍事会社の重役。
- ジャッキー・バーンズ - イドリス・エルバ（水越健）
- レーニンガー - ペーテル・フランツェーン（英語版）
- リード - ビリー・ビリンガム（田村真）
- ブライソン - ダニエル・アデボイエガ（あべそういち）

## 製作
2013年1月、本作を製作していたジョエル・シルバーがピエール・モレルを監督に迎えるために交渉に入ったと報じられた。スタジオカナルが本作の製作費を全額出資し、2013年5月に開催された第66回カンヌ国際映画祭で本作の配給権を販売した。
2013年5月、ハビエル・バルデムが本作の悪役を務めることが決まった。6月には、レイ・ウィンストンとジャスミン・トリンカの出演が決まった。
本作の主要撮影は2013年の春にヨーロッパ各地で行われた。
2014年5月8日、オープン・ロード・フィルムズが本作の北米配給権を獲得した。

## 興行収入
2015年3月20日、本作は全米2816館で公開され、公開初週末に502万ドルを稼ぎ出し、週末興行収入ランキング初登場4位となった。

## 評価
本作は批評家から酷評されている。映画批評集積サイトのRotten Tomatoesには148件のレビューがあり、批評家支持率は16%、平均点は10点満点で4.4点となっている。サイト側による批評家の意見の要約は「スターの存在感で見えにくくなってはいるが、プロットは心に響かないし舞台設定も安直だ。『ザ・ガンマン』は50歳以上の俳優が主演を務めるアクション映画におけるグダグダの失敗作だ。」となっている。Metacriticには41件のレビューがあり、加重平均値は39/100となっている。CinemaScoreはB-となっている。